# أبو عبد الله محمد الثاني عشر
أبو عبد الله محمد الثاني عشر (1460 - 1527) هو محمد بن علي بن سعد بن علي بن يوسف المستغني بالله بن محمد بن يوسف بن إسماعيل بن فرج بن إسماعيل بن يوسف. من بني نصر أو بني الأحمر المنحدرة من قبيلة الخزرج الأزدية.، حكم مملكة غرناطة في الأندلس فترتين بين عامي (1482 - 1483) وعامي (1486 - 1492). وهو آخر ملوك الأندلس المسلمين المعرُوف باسم الغالب بالله. استسلم لفرديناند وإيزابيلا يوم 2 يناير 1492. وسماه الإسبان el chico (أي الصغير) وBoabdil (أبو عبديل)، بينما سماه أهل غرناطة الزغابي (أي المشؤوم أو التعيس). وهو ابن أبي الحسن علي بن سعد، الذي خلعه من الحكم وطرده من البلاد عام 1482، وذلك لرفض الوالد دفع الجزية لـفرناندو الثاني ملك أراغون كما كان يفعل ملوك غرناطة السابقين.
حاول غزو قشتالة عاصمة فرناندو فهُزم وأُسر في لوسينا عام 1483، ولم يفك أسره حتى وافق على أن تصبح مملكة غرناطة تابعة لفرناندو وإيزابيلا ملوك قشتالة وأراجون. الأعوام التالية قضاها في الاقتتال مع أبيه أبي الحسن علي بن سعد وعمه أبي عبد الله محمد الزغل.
حكم أبو عبد الله الصغير غرناطة وعمره 25 عاما بينما كانت الأندلس قد انكمشت من جهة الجنوب إلى مملكتين هما مملكتي مالقة وغرناطة. في نفس السنة هاجم الأسبان إمارة مالقة ليستولوا عليها ويبيدوا من كان بها من المسلمين إلا أن عبد الله الزغل هزمهم هزيمة نكراء وأعطى المسلمين الأمل في ارجاع كرامتهم المفقودة. ولكن، أبا عبد الله الصغير قد شعر بالغيرة من أبي عبد الله الزغل عند ظهوره كبطل شعبي يعطي الأمل للمسلمين، وقام بالهجوم على الأسبان لكنه هزم شر هزيمة ووقع في الأسر لمدة عامين وخرج بعد توقيعه اتفاق سري مع ملك إسبانيا فريدناند وزوجته ايزابيلا.
وفي عام 1487 سقطت مالقة وبسطة في أيدي الأسبان، الذين سرعان ما نجحوا أيضًا في الاستيلاء على بلدات المنكب وشلوبينية وألمرية في العام التالي. ومع بداية عام 1491، أصبحت غرناطة المدينة الوحيدة التي يحكمها المسلمون في شبه الجزيرة الأيبيرية.

## حصار غرناطة
في عام 1489 استدعاه فرناندو وإيزابيلا لتسليم غرناطة، ولدى رفضه أقاما حصاراً على المدينة. فقام عبد الله الصغير بتوقيعِ اتفاق ينص على تسليم غرناطة، على الرغم من رفض المسلمين لهذه الاتفاقية. وبسبب رفض أهل غرناطة لهذه الاتفاقية، اضطر المسلمين للخروج في جيش عظيم للدّفاع عن المدينة ولأنّ أبا عبد لله الصغير لم يستطع الإفصاح عن نيته في تسليم المدينة، قام بدبّ اليأس في نفوس الشعب من جهات خفية إلى أن توقفت حملات القتال وتم توقيع اتفاقية عام 1491م التي تنصّ على تسليم المدينة، وتسريح الجيش ومصادرة السلاح.

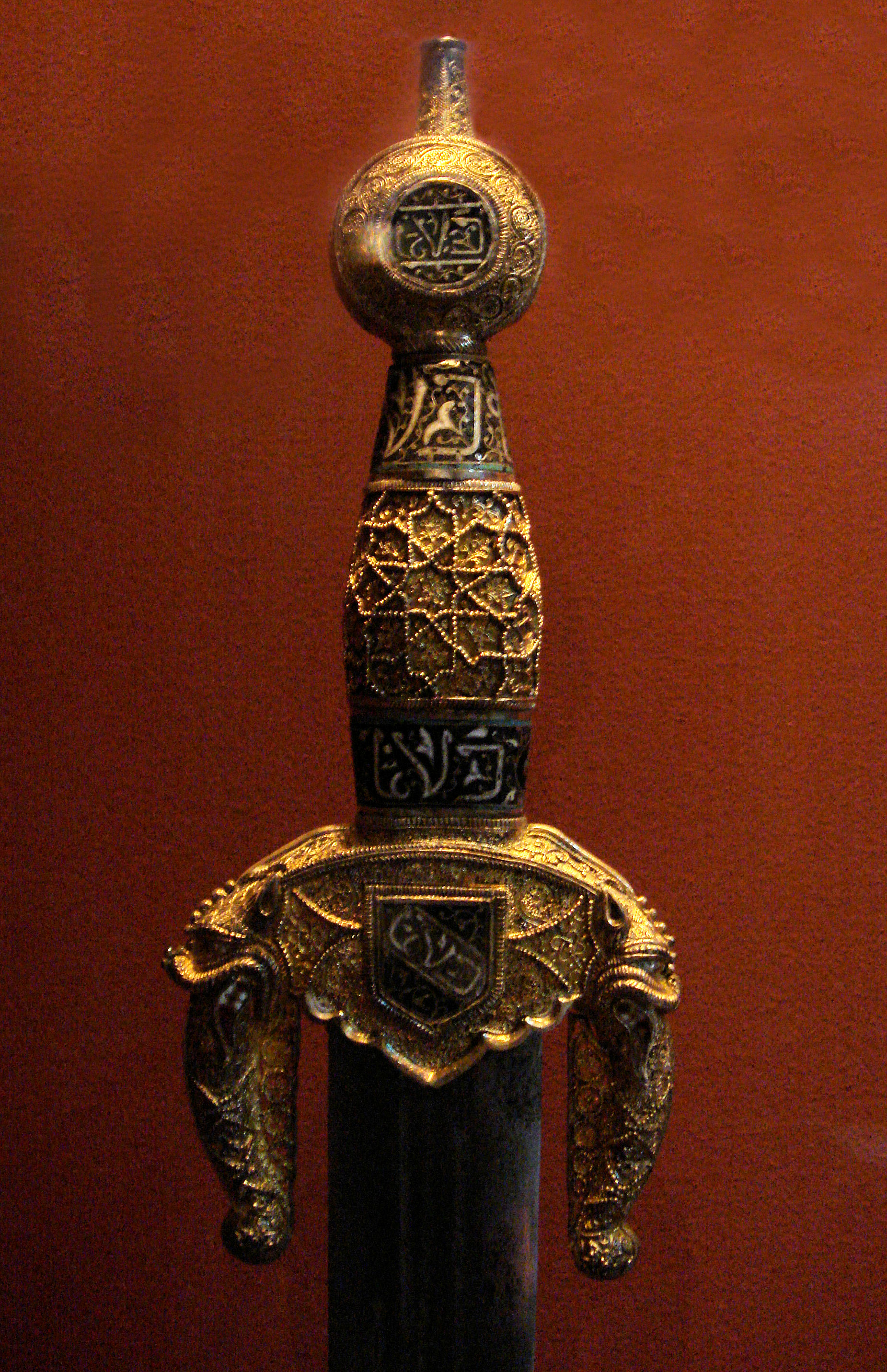
سيف أبو عبد الله محمد الثاني عشر في متحف كلوني

حسب الأسطورة والرواية الشعبية فالمكان الذي ألقى منه نظرته الأخيرة على غرناطة ما زال معروفاً باسم (زفرة العربي الأخيرة) (بالإسبانية: el último suspiro del Moro)‏ وبكى فقالت له أمه «عائشة الحرة»:
غادر أبو عبد الله محمد الثاني عشر غرناطة متجها إلى منطقة أندرش، وهي منطقة جبلية تقع بين جبل الثلج والبحر الأبيض المتوسط، ولم يلبث أن عبر البحر الأبيض المتوسط ، وارتحل في أكتوبر 1493 من عذرة (إسبانيا) إلى غساسة، ثُم أرسل بعد فترة وجيزة رسالة طويلة إلى الحكام المرينيين في المغرب يطلب فيها اللجوء لكي يستقر به المقام أخيرا في فاس، بينما هرب عدد كبير من سكان غرناطة المسلمين إلى شمال إفريقيا، مستغلين بندًا من بنود معاهدة الاستسلام يسمح لهم بالمرور الحر.

## في المنفى
غادر أبو عبد الله الصغير من الأندلس إلى فاس برفقة نحو 1130 رجلًا من رجال البلاط الملكي والخدم، حيث بنى قصرا وعاش هناك حياة لم يعرف أحد عنها شيئا حتى مات عن عمر يناهز الخمسة والسبعين عاما، ويقال إنه دُفن في قبر صغير مقبب بالقرب من المصلى الواقع خارج باب المحروق في فاس.
اختلف المؤرخون حول تاريخ وفاة أبو عبد الله محمد الثاني عشر، فبينما دكر المقري في القرن السابع عشر أنه توفي في فاس في الفترة ما بين عامي 1518-1533، ادعي المستعرب م. س. بروسلارد في أواخر القرن التاسع عشر أنه توفي في تلمسان في مايو 1494 عن عمر يناهز أربعة وثلاثين عامًا استنادا إلى لوح من العقيق عثر عليه يبلغ ارتفاعه ثلاثة أقدام وقد كتب عليه بالخط الأندلسي نص يشير إلى قبر أبو عبد الله محمد الثاني عشر، وهو الآن محفوظ في متحف مدينة تلمسان. وفي رواية ثالثة، أرجع المؤرخ الإسباني لويس ديل مارمول كارفاخال وفاة محمد الثاني عشر إلى عام 1536 بالقرب من منطقة وادي الأسود أثناء الحرب بين المرينيين والسعديين، ومن المُحتمل أن يكون هذا التضارب حول تاريخ وفات أبو عبد الله محمد الثاني عشر قد حدث بسبب الخلط بينه وبين عمه عبد الله الزغل.

## في الأدب والفنون

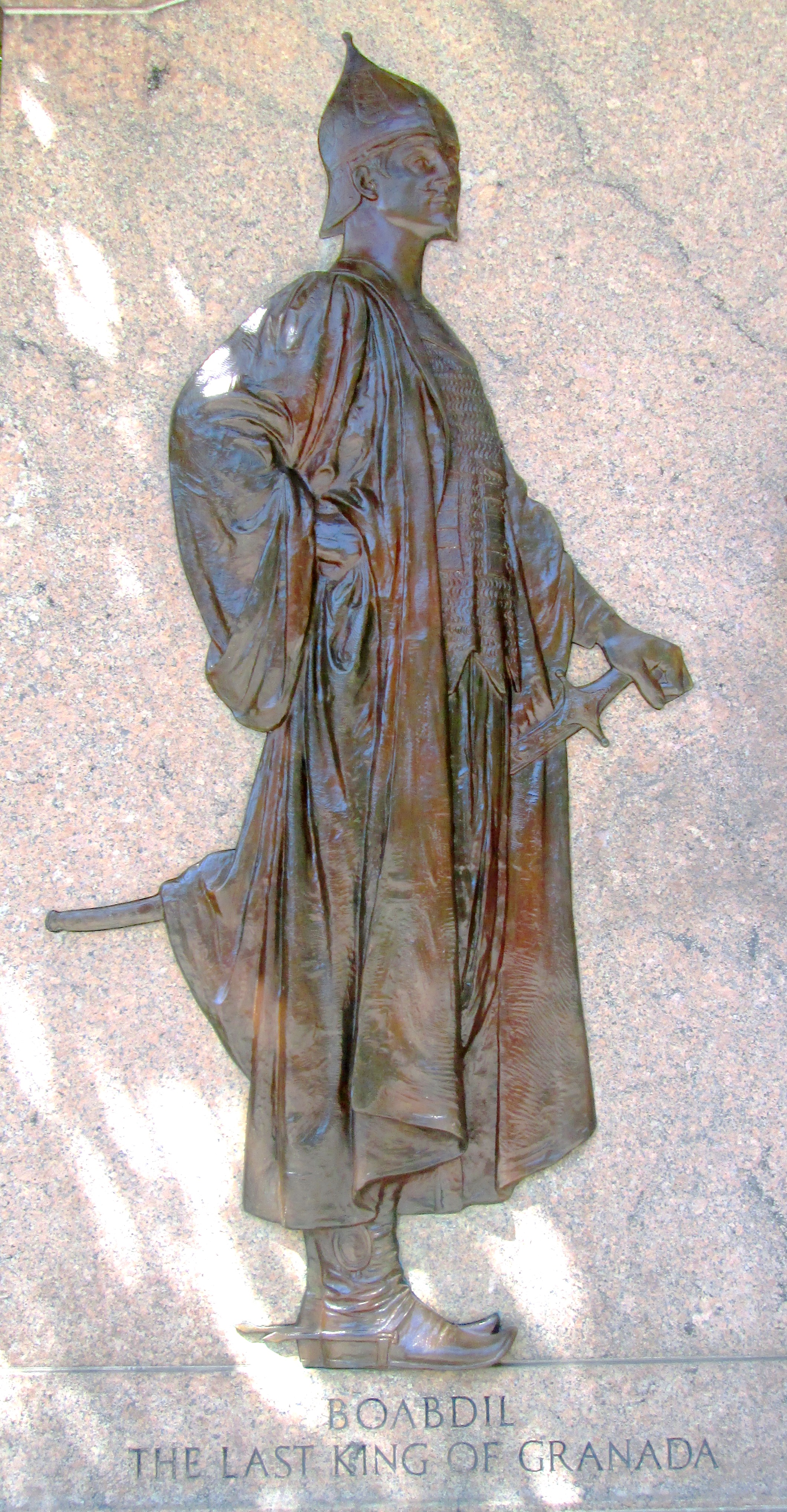
تمثال أبو عبد الله محمد الثاني عشر في نصب واشنطن إيرفينج التذكاري

كان أبو عبد الله محمد الثاني عشر، باعتباره آخر الحكام المسلمين في الأندلس، موضوعا وشخصية رئيسية في العديد من الأعمال الفنية والأدبية التي تناولت تلك الحقبة التاريخية، ففي عام 1672 كان شخصية رئيسية في الدراما البطولية التي ألفها جون درايدن من جزأين بعنوان «غزو غرناطة». وفي عام 1832، أورد الكاتب الأمريكي واشنطن إيرفينج ذكر شخصية أبو عبد الله محمد الثاني عشر أكثر من مرة في في حكايات الحمراء، ولاسيما في الفصل تذكارات أبو عبد الله. وفي عام 1892 كان أبو عبد الله محمد الثاني عشر هو الموضوع الرئيسي لأوبرا من ثلاثة فصول ألفها الملحن اليهودي الألماني البولندي موريتز موشكوفسكي، بعنوان «بو عبد الله»، كما ألف الملحن الإسباني جاسبار كاسادو مقطوعة موسيقية للتشيلو البيانو بعنوان «رثاء أبو عبد الله» تخليدًا لذكرى الملك. وفي عام 1915 نشر المؤلف الهولندي لويس كوبيروس رواية بعنوان «المنحوس» تدور أحداثها خلال العقد الأخير من حكم أبو عبد الله لإمارة غرناطة، وكان أبو عبد الله محمد الثاني عشر شخصية محورية فيها. كما ورد ذكر أبو عبد الله محمد الثاني عشر في عام 1931 في السيناريو البديل للتاريخ الذي وضعه الكاتب فيليب جودالا بعنوان «لو انتصر المغاربة في إسبانيا» ضمن مختارات كانت تنشر بعنوان «ماذا لو حدث غير ذلك»، وقد بني هذا السيناريو البديل على أساس فرضية انتصار أبو عبد الله محمد الثاني عشر في حربه ضد الإسبان، واستمرار مملكته قائمة حتى القرن العشرين. هناك نص أدبي منسوب لأبي عبد الله محمد الثاني عشر يرثي فيه ضياع قصر الحمراء، وقد استوحى الملحن والمؤلف الموسيقي الإسباني أنطون جارسيا أبريل منه مقطوعة موسيقية للبيانو بعنوان «رثاء ضياع قصر الحمراء» صدرت ضمن مجموعة أغانيه التي حملت اسم «أغاني الحديقة السرية».
أشار الكاتب البريطاني ذو الأصل الهندي سلمان رشدي إلى أبو عبد الله محمد الثاني عشر في روايته الصادرة عن دار نشر راندم هاوس عام 1995 بعنوان زفرة العربي الأخيرة، كما ورد ذكره في رواية ليون الإفريقي الصادرة عام 1986 للكاتب الفرنسية لبناني الأصل أمين معلوف. وفي روايته «إلزا والمجنون» قدم الكاتب لويس أراجون قصة الاستيلاء على غرناطة في صورة دراما شعرية كان أبو عبد الله محمد الثاني عشر أحد الشخصيتين الرئيسيتين الموجودتين فيها. كان أبو عبد الله محمد الثاني عشر أحد الشخصيات الرئيسية أيضًا في رواية «محكمة الأسود» الصادرة في عام 2017 للكاتب جين جونسون، كما كانت فاطمة المحظية المفضلة لأبي عبد الله محمد الثاني عشر هي البطلة الرئيسية لرواية «ملك الطيور» الصادرة في عام 2019 للكاتب ج. ويلو ويلسون، إذ تدور أحداثها في عام 1491 قبل وصول محاكم التفتيش الإسبانية. تتناول رواية «دع الموتى يحملون يدك» للكاتب كيث برادبري قصة نهاية أبو عبد الله محمد الثاني عشر، كما كان تنازله عن عرش غرناطة وتركها للإسبان هو الموضوع الرئيسي لقصيدة بعنوان «زفرة المغربي الأخيرة» للشاعر اثانيال ماكي. ذكر أبو عبد الله محمد الثاني عشر أيضًا في الرواية التي ألفها الكاتب س. و. جورتنر عن حياة إزابيل ملكة قشتالة بعنوان «عهد الملكة»، وفي القصة القصيرة «القداس» بقلم إ. ت. أ. هوفمان.
جسد الممثل الباكستاني شاكيل أحمد شخصية أبو عبد الله محمد الثاني عشر في الدراما التليفزيونية التي أنتجتها شركة تلفزيون باكستان في عام 1980 والمستوحاة من رواية «شاهين» للكاتب الباكستاني نسيم حجازي، وفي عام 1980 كان أبو عبد الله محمد الثاني عشر أحد شخصيات قصة مصورة بعنوان «نور الشرق» تألفت من 12 صفحة وتدور أحداثها حول غزو غرناطة للكاتب البرتغالي خورخي ماجالهايس والرسام وفنان القصص المصورة البرتغالي الغيني أوغستو تريغو. وفي عام 1991، جسد الممثل الإسباني مانويل بانديرا شخصية أبو عبد الله محمد الثاني عشر في المسلسل الإسباني المكون من ثماني حلقات «الصلاة من أجل غرناطة»، على حين جسد الممثل الإسباني لوكاس مارتن شخصية أبو عبد الله محمد في مرحلة الشباب ضمن أحداث نفس المسلسل. وفي عام 2013، لعب أليكس مارتينيز دور أبو عبد الله محمد الثاني عشر ضمن أحداث الموسم الثاني من المسلسل التلفزيوني الإسباني إيزابيل ظهر أبو عبد الله محمد الثاني عشر أيضًا كشخصية رئيسية في لعبة الفيديو أساسنز كريد 2: ديسكفري، ثُم جسد الممثل البريطاني ذو الأصل المصري خالد عبد الله شخصية أبو عبد الله محمد الثاني عشر في فيلم أساسنز كريد الذي صدر عام 2016 والمستوحى من سلسلة ألعاب الفيديو التي أنتجت لأول مرة في عام 2009، كما أهدى الشاعر والمغني وكاتب الأغاني الأندلسي كارلوس كانو إلى أبو عبد الله محمد الثاني عشر أغنية بعنوان «سقوط الملك الصغير» ضمن ألبومه الصادر بعنوان «سجلات غرناطة».

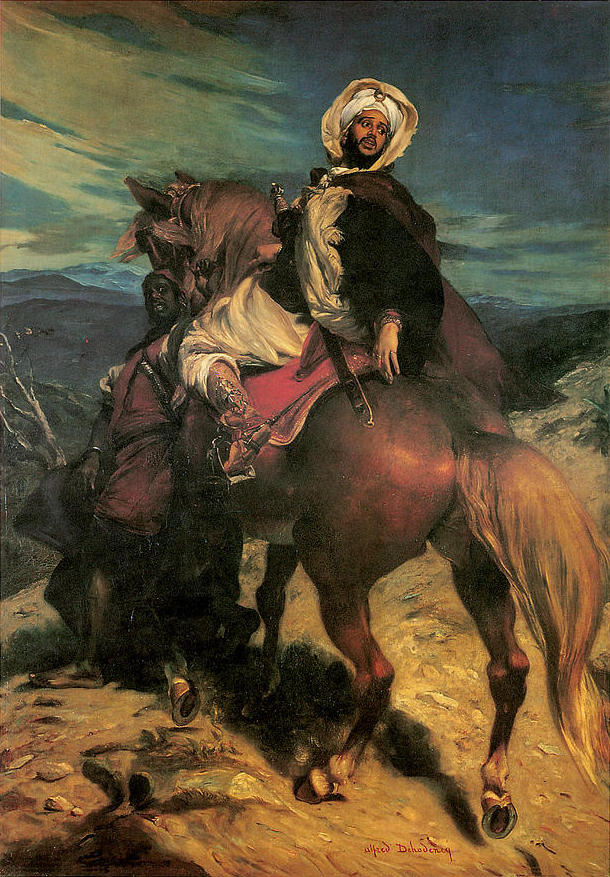
زفرة محمد الثاني عشر، بريشة ألفريد ديودينك، 1860. مجموعة خاصة.
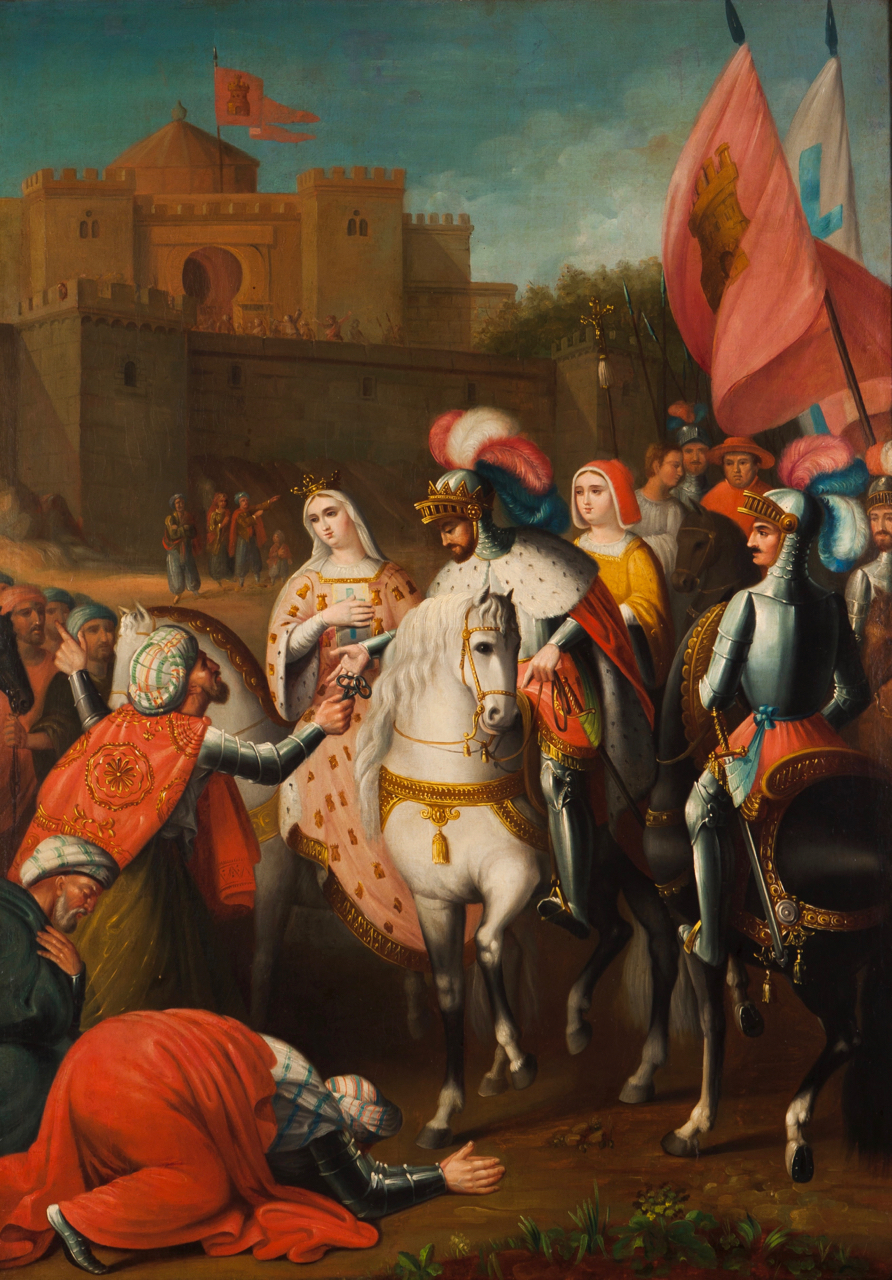
تَسليم غِرناطة، بريشة فيسنتي فازكويز، 1902. مجموعة خاصة.
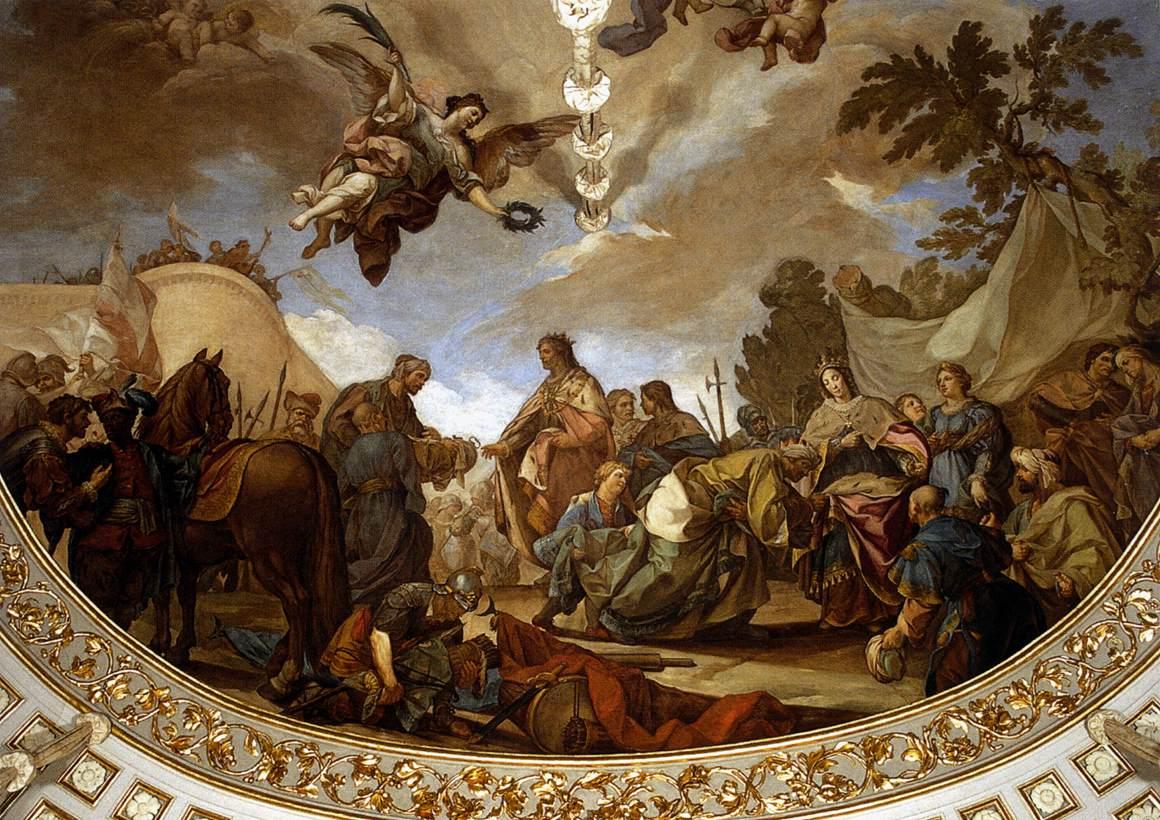
تَسليم غِرناطة، بريشة فرانسيسكو سوبياس، القرن الثامِن عَشر. قصر مدريد الملكي.
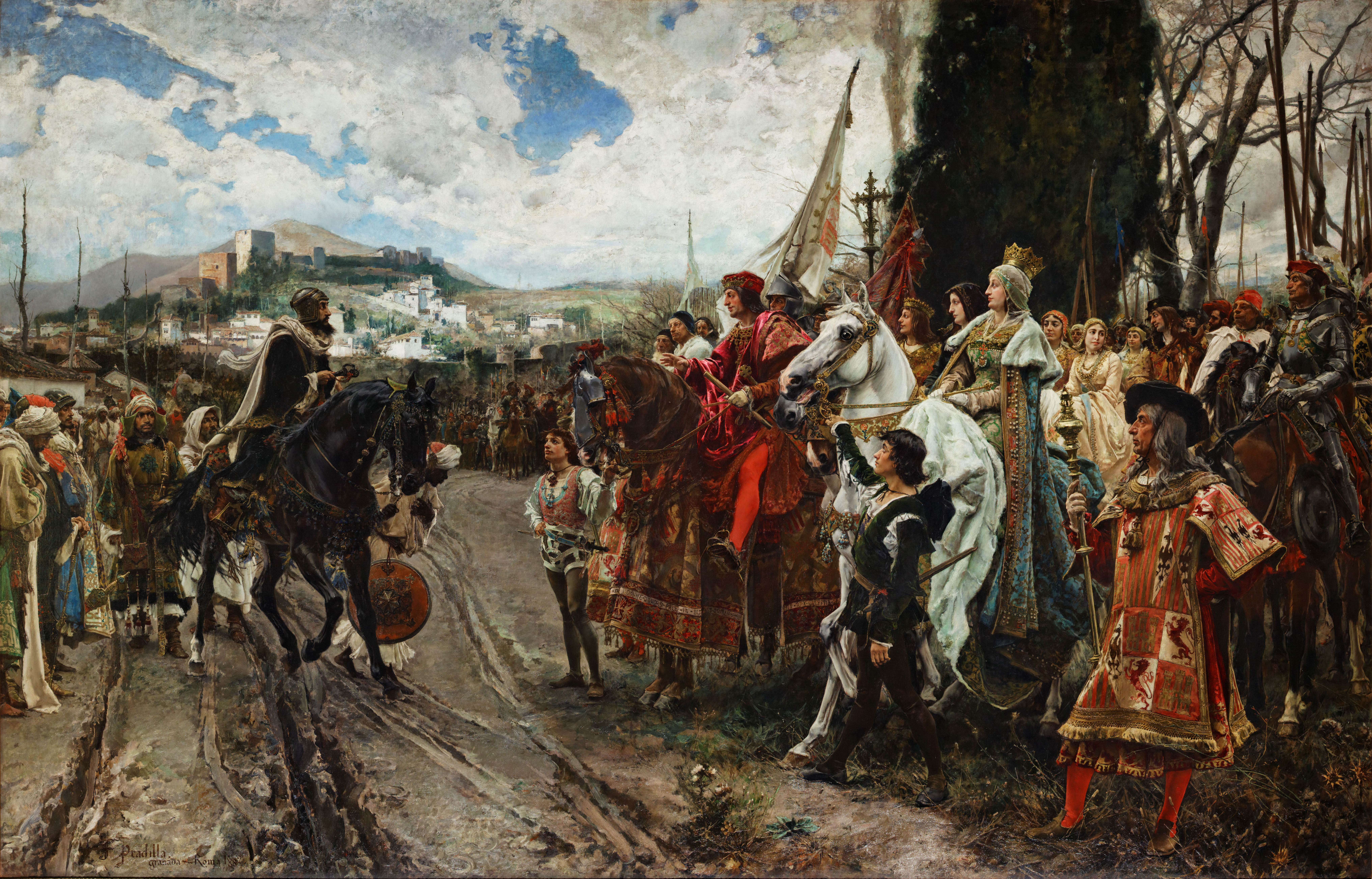
تَسليم غِرناطة، بريشة فرانسيسكو براديا، 1882. مجلس الشيوخ الإسباني.
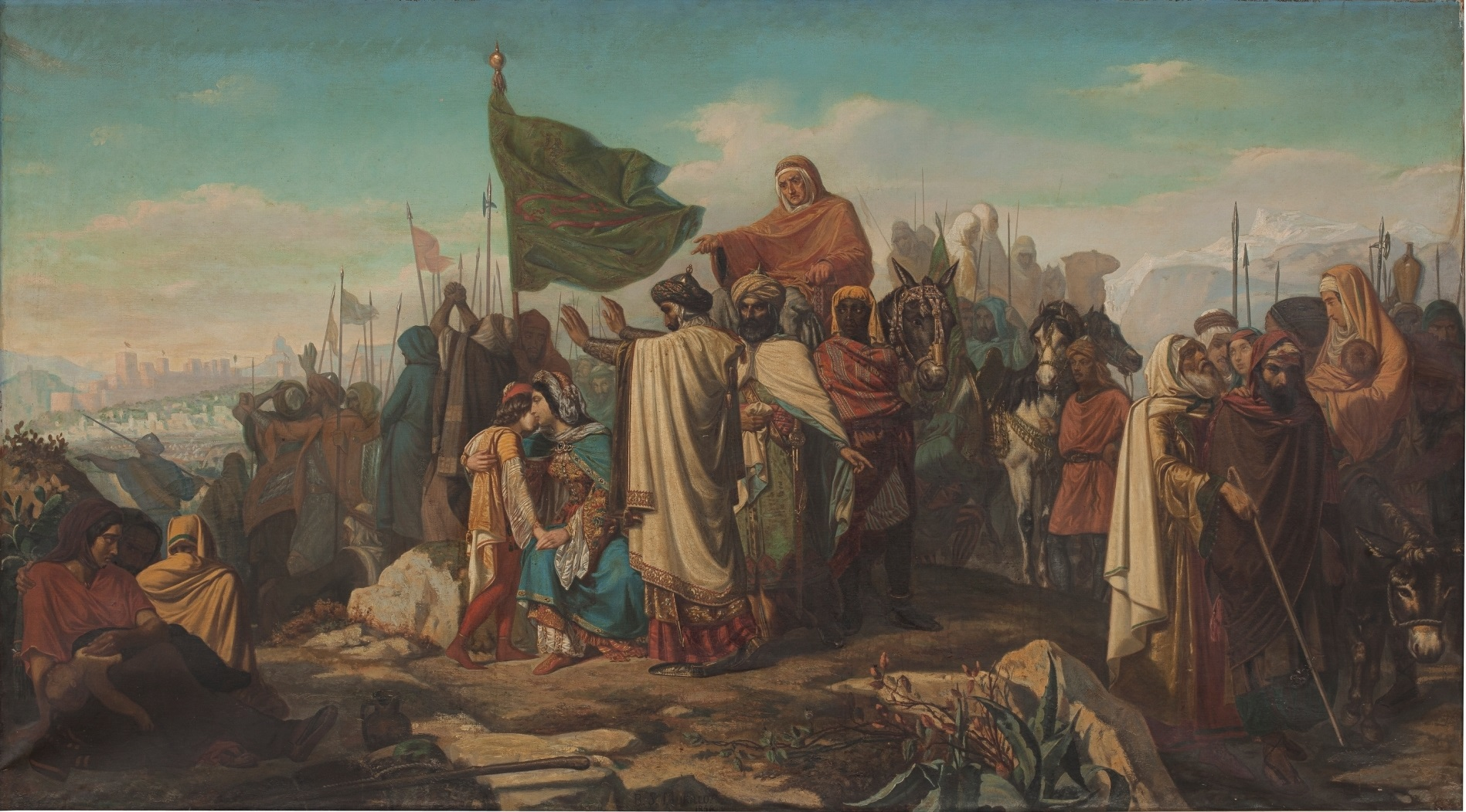
زفرة محمد الثاني عشر، بريشة بينيتو موريلو، 1856. متحف ديل برادو.
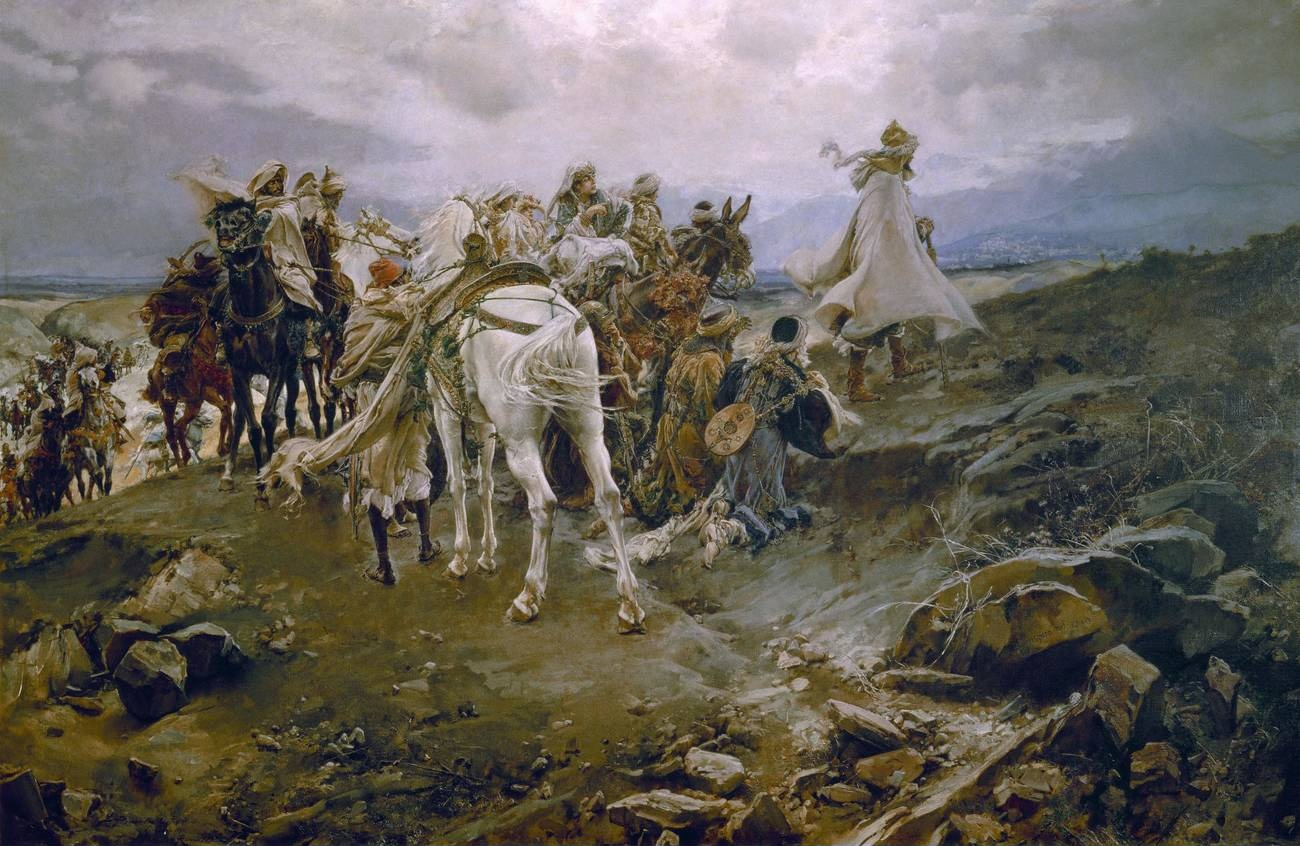
زفرة الموري، بريشة فرانسيسكو براديا، بين 1879 و 1892. مجموعة خاصة.
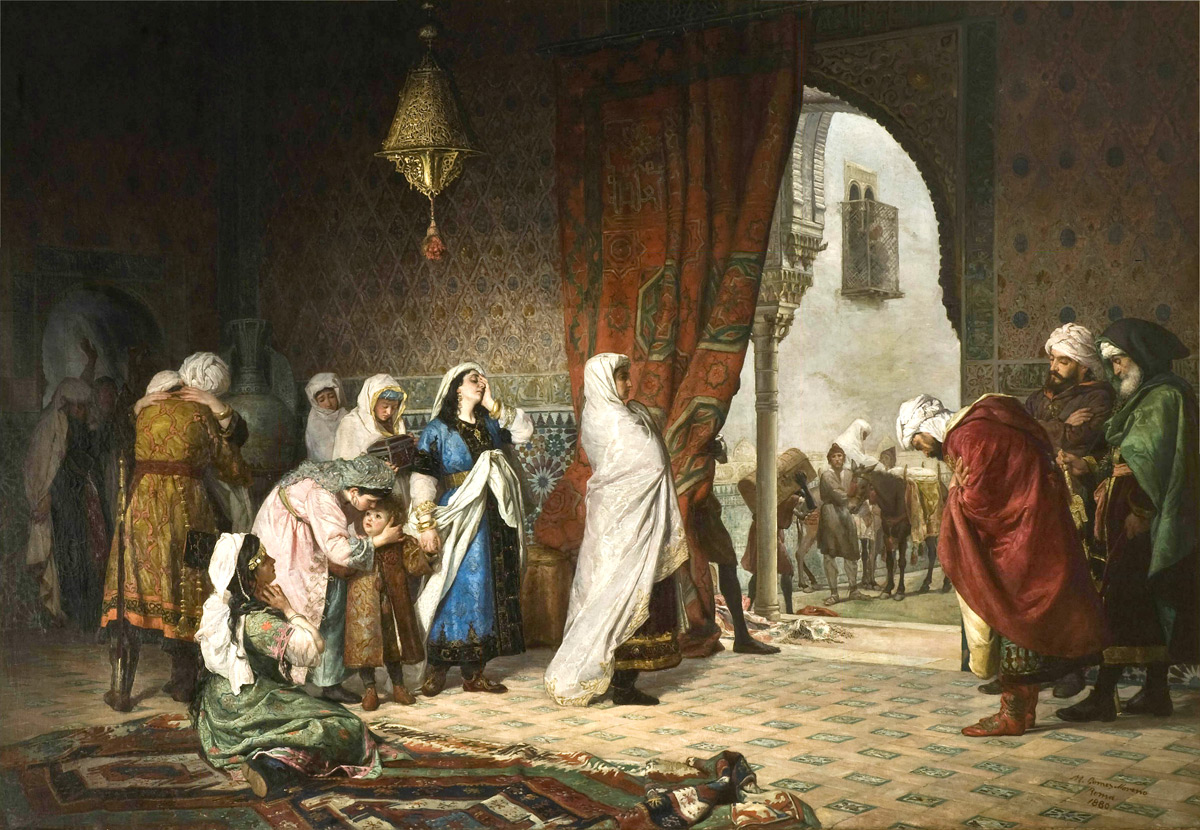
محمد الثاني عشر يُغادر قصر الحمراء مع عائلته، بريشة مانويل جونزاليس، 1880، متحف غرناطة للفنون الجميلة.